# Lil Pump
Газзі Гарсія (англ. Gazzy Garcia, нар. 17 серпня 2000, Маямі, Флорида, США), відомий під псевдонімом Lil Pump — американський репер і продюсер з Маямі, штат Флорида. Гарсія почав завантажувати пісні на онлайн-платформу «SoundCloud» в 2016 році. Найпопулярнішою роботою музиканта став кліп на пісню «Gucci Gang», яка за два тижні набрала сто мільйонів переглядів на YouTube-каналі репера, а на даний момент налічує понад 1.07 мільярда переглядів (липень 2020). Серед інших відомих треків виконавця: «D Rose», «Boss», «Esskeetit», «Welcome to the Party», «Drug Addicts» та «I Love It». 6 жовтня 2017 року вийшов його дебютний студійний альбом — «Lil Pump», а на вересень 2018 року планувався вихід другого — «Harverd Dropout», який побачив світ 22 лютого 2019 року.

## Біографія
Газзі Гарсія народився 17 серпня 2000 року в Маямі, Флорида, США. Його матір — мексиканка, а батько походить з Куби.
У тринадцятирічному віці Гарсія познайомився з Омаром Пінейро, який більш відомий під псевдонімом Smokepurpp, а вже згодом вони почали співпрацювати. Гарсію відраховували з багатьох місцевих шкіл, тому він мусив навчатися в сприятливій середній школі (англ. opportunity high school). Однак, у десятому класі його знову ж таки відрахували за бійки та влаштований шкільний бунт.

## Кар'єра

### Початок кар'єри (2016)
Кар'єра Газзі розпочалася тоді, коли Smokepurpp створив трек та попросив Гарсію записати поверх нього власний фрістайл. Так з'явився дебютний сингл під назвою «LIL PUMP», який виконавець опублікував на платформі «SoundCloud» 9 лютого 2016 року. У слід за дебютним треком, вийшли такі роботи як: «ELEMENTARY» і «Drum $ tick», «Ignorant» та «Gang Shit», що зібрали більше трьох мільйонів прослуховувань. Успіх треків Гарсії на «SoundCloud» приніс виконавцю визнання у середовищі андеграунд-репу Південної Флориди та у стилі під назвою «Саундклауд-реп».

### Популярність (2017— теперішній час)
Lil Pump здобув велику популярність завдяки синглам «D Rose» і «Boss», що зібрали на SoundCloud кілька десятків мільйонів прослуховувань, а також завдяки кліпам на ці треки, що станом на березень 2017 року зібрали більше ніж 127 мільйонів (D Rose) і 93 мільйонів (Boss) переглядів на YouTube.
У липні 2017 року на своїй сторінці у Twitter виконавець заявив про вихід в серпні свого дебютного альбому. У серпні альбом так і не вийшов, однак замість альбому відбувся реліз пісні «Gucci Gang», яка потрапила в «Billboard Hot 100» і за декілька тижнів зібрала більше 100 мільйонів переглядів на YouTube.
6 жовтня 2017 року вийшов його дебютний комерційний студійний альбом «Lil Pump», записаний спільно з Smokepurpp, Gucci Mane, Lil Yachty, Chief Keef, Rick Ross і 2 Chainz. 18 січня 2018 року світ побачив трек під назвою «I Shyne», записаний за участі продюсера Carnage (DJ).
На початку 2018 року виконавець розірвав контракт зі студією звукозапису Warner Bros. Records на основі того, що на момент підписання йому ще не виповнилося вісімнадцять років. 12 березня 2018 року стало відомо, що Гарсія відновив контракт з Warner Bros., отримавши 8 млн доларів.
13 квітня 2018 року світ побачив трек «Esskeetit», який дебютував на 24 сходинці чарту Hot 100.. У травні 2018 року за участі виконавців Diplo, French Montana, Lil Pump та Zhavia Ward вийшла пісня «Welcome To The Party», яка стала саундтреком для фільму «Дедпул 2». У липні 2018 року презентував сингл «Drug Addicts» та однойменний відеокліп, знятий за участі актора Чарлі Шинa.
7 вересня 2018 року світ побачила пісня «I love It», записана за участі Каньє Веста та Адель Гівенс. Презентація відеокліпу відбулася на церемонії Pornhub.
5 жовтня 2018 року Lil Pump презентував пісню «Multi Millionaire», записану за участі репера Lil Uzi Vert. 25 жовтня 2018 року дабстеп-продюсер Skrillex випустив пісню «Arms Around You», над якою працювали Lil Pump, XXXTentacion, Maluma та Swae Lee.
4 січня 2019 року виконавець презентував сингл «Butterfly Doors», який через расові образи та стереотипи негативно сприйнявся азіатською спільнотою. 31 січня 2019 світ побачив ще один сингл — «Racks on Racks».

## Проблеми з законом
15 лютого 2018 року Гарсію заарештували за стрілянину всередині житлового приміщення. За словами менеджера виконавця, о четвертій годині ночі троє озброєних чоловіків намагалися вдертися до помешкання Гарсії в Сан Фернандо Воллі. Поліція, однак, виявила, що траєкторія пострілів вказує на те, що зброю використовували не ззовні, а в середині оселі. Повернувшись з ордером на обшук, правоохоронці знайшли у кущах під балконом незаряджений пістолет, а в самому будинку виявили марихуану. Матір Гарсії, яка не перебувала вдома під час інциденту, нині перебуває під слідством за те, що наражала неповнолітнього на небезпеку та за неналежне зберігання зброї.
29 серпня 2018 року реп-виконавця заарештовано в Маямі за водіння без прав. Гарсія керував білим Rolls-Royce, коли його зупинили поліцейські та попросили пред'явити водійські права, яких у репера не було. Його випустили під заставу у 500 доларів та вручили штраф за умисне правопорушення.
3 вересня 2018 року Гарсія повідомив, що невдовзі він потрапить до в'язниці на декілька місяців за порушення умовно-дострокового звільнення, спричинене його останнім арештом за водіння без прав.

## Дискографія
| Назва                         | Деталі | Сходинка в чартах | Сходинка в чартах | Сходинка в чартах | Сходинка в чартах | Сходинка в чартах | Сходинка в чартах | Сходинка в чартах | Сходинка в чартах | Сходинка в чартах | Сходинка в чартах |
| Назва                         | Деталі | US                | US R&B/HH         | BEL               | CAN               | FIN               | FR                | ITA               | NL                | NZ                | SWE               |
| ----------------------------- | --- | ----------------- | ----------------- | ----------------- | ----------------- | ----------------- | ----------------- | ----------------- | ----------------- | ----------------- | ----------------- |
| «Lil Pump»                    | - Випуск: 6 жовтня 2017 - Лейбл: Tha Lights Global, Warner Bros. - Формати: електронне завантаження, компакт диск, касета | 3                 | 2                 | 80                | 6                 | 10                | 67                | 19                | 46                | 20                | 33                |
| «Harverd Dropout»             | - Випуск: 22 лютого 2019 - Лейбл: Tha Lights Global, Warner Bros. - Формат: електронне завантаження, компакт диск, касета | 7                 | 3                 | 36                | 7                 | 19                | 46                | 55                | 21                | —                 | 35                |
| «No Name (спільно з Ronny J)» | - Випуск: 10 грудня 2021 - Лейбл: Tha Lights Global, Warner Bros. - Формат: Електронне завантаження                       | —                 | —                 | —                 | —                 | —                 | —                 | —                 | —                 | —                 | —                 |
| «Lil Pump 2»                  | - Випуск: 17 березня 2023 - Лейбл: Tha Lights Global, Warner Bros. - Формат: Електронне завантаження                      | —                 | —                 | —                 | —                 | —                 | —                 | —                 | —                 | —                 | —                 |

### Сингли
| Назва                                                                              | Рік  | Сходинка в чартах | Сходинка в чартах | Сходинка в чартах | Сходинка в чартах | Сходинка в чартах | Сходинка в чартах | Сходинка в чартах | Сходинка в чартах | Сертифікація                                      | Альбом                    |
| Назва                                                                              | Рік  | US                | US R&B/HH         | US Rap            | AUS               | CAN               | GER               | NZ                | UK                | Сертифікація                                      | Альбом                    |
| ---------------------------------------------------------------------------------- | ---- | ----------------- | ----------------- | ----------------- | ----------------- | ----------------- | ----------------- | ----------------- | ----------------- | ------------------------------------------------- | ------------------------- |
| «Movin'» (за участі Smokepurpp)                                                    | 2017 | —                 | —                 | —                 | —                 | —                 | —                 | —                 | —                 |                                                   | Non-album single          |
| «Boss»                                                                             | 2017 | —                 | 40                | —                 | —                 | 93                | —                 | —                 | —                 | - RIAA: Gold                                      | Lil Pump                  |
| «Flex Like Ouu»                                                                    | 2017 | —                 | —                 | —                 | —                 | —                 | —                 | —                 | —                 |                                                   | Lil Pump                  |
| «D Rose»                                                                           | 2017 | —                 | 48                | —                 | —                 | —                 | —                 | —                 | —                 |                                                   | Lil Pump                  |
| «Molly»                                                                            | 2017 | —                 | —                 | —                 | —                 | —                 | —                 | —                 | —                 |                                                   | Lil Pump                  |
| «Gucci Gang»                                                                       | 2017 | 3                 | 2                 | 2                 | 18                | 3                 | 35                | 15                | 27                | - RIAA: 2× Platinum - ARIA: Platinum - RMNZ: Gold | Lil Pump                  |
| «Designer»                                                                         | 2017 | —                 | —                 | —                 | —                 | —                 | —                 | —                 | —                 |                                                   | Non-album single          |
| «I Shyne» (за участі Carnage)                                                      | 2018 | —                 | 49                | —                 | —                 | 95                | —                 | —                 | —                 |                                                   | Battered Bruised & Bloody |
| «Esskeetit»                                                                        | 2018 | —                 | —                 | —                 | —                 | —                 | —                 | —                 | —                 |                                                   | Harverd Dropout           |
| «Welcome to the Party» (за участі виконавців Diplo, French Montana та Zhavia Ward) | 2018 | 78                | 37                | —                 | 87                | 55                | —                 | —                 | —                 | —                                                 | Deadpool 2                |
| «Drug Addicts»                                                                     | 2018 | 83                | 42                | —                 | —                 | 53                | —                 | —                 | —                 | —                                                 | Harverd Dropout           |
| «I Love It (за участю Каньє Вест)»                                                 | 2018 | —                 | —                 | —                 | —                 | —                 | —                 | —                 | —                 | —                                                 | Harverd Dropout           |

### Інші пісні
| Назва                           | Рік  | Сходинка в чартах | Сходинка в чартах | Альбом   |
| Назва                           | Рік  | US Bub.           | US Bub. R&B/HH    | Альбом   |
| ------------------------------- | ---- | ----------------- | ----------------- | -------- |
| «Back» (за участі Lil Yachty)   | 2017 | 22                | 5                 | Lil Pump |
| «Iced Out» (за участі 2 Chainz) | 2017 | —                 | 8                 | Lil Pump |